# Puig de l'Espigoler
El Puig de l'Espigoler és una muntanya de 568 metres que es troba al municipi de Montagut i Oix, a la comarca catalana de la Garrotxa.